# Montignies-Saint-Christophe
Montignies-Saint-Christophe is een dorpje in de Belgische provincie Henegouwen en een deelgemeente van Erquelinnes. Het dorpje ligt tegen de Franse grens, aan het riviertje de Hantes die er België binnenstroomt. Montignies-Saint-Christophe telt een kleine 450 inwoners.

## Demografische ontwikkeling
- Bronnen:NIS, Opm:1831 tot en met 1970=volkstellingen, 1976= inwoneraantal per 31 december

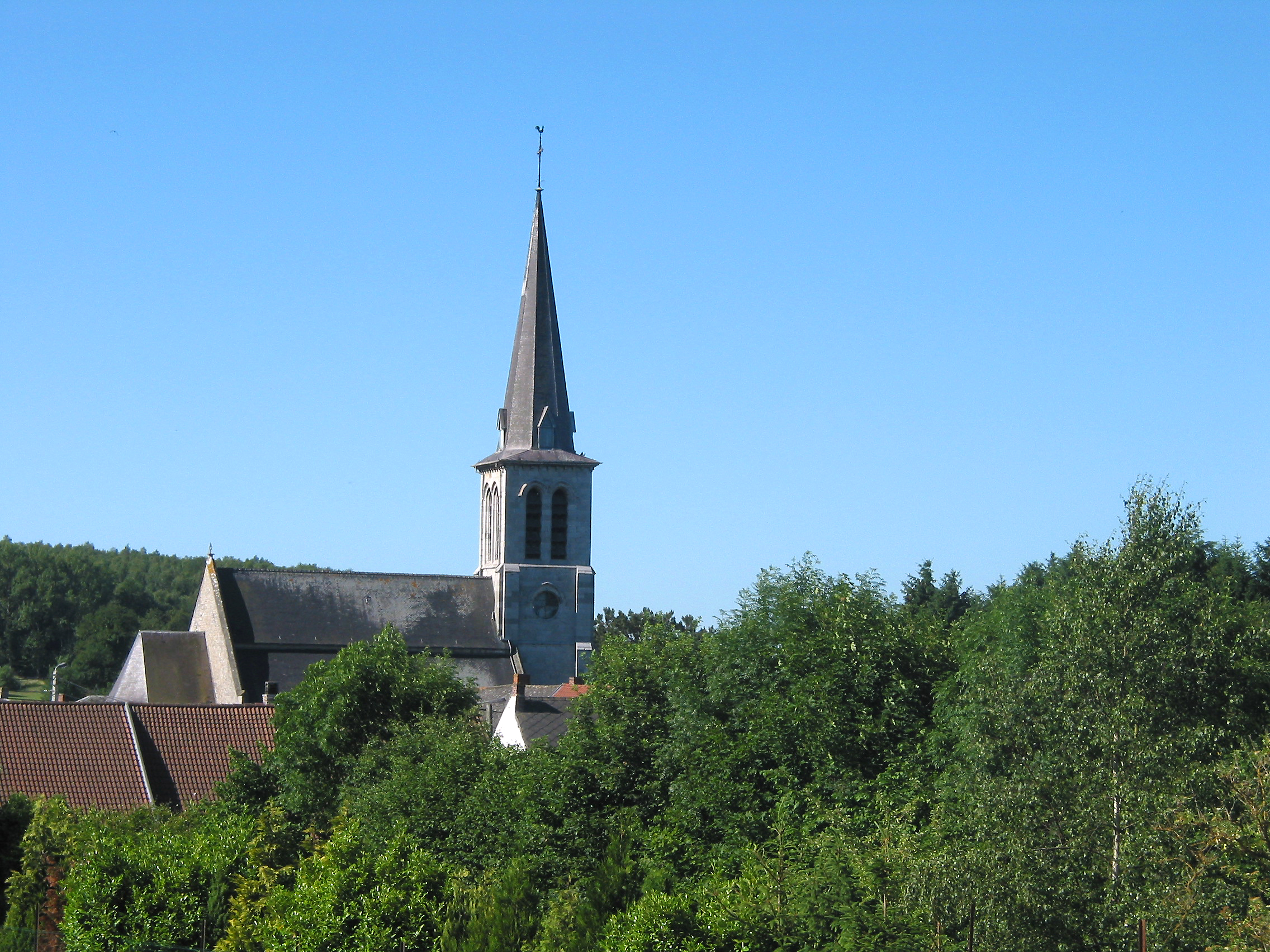
Eglise Saint-Christophe

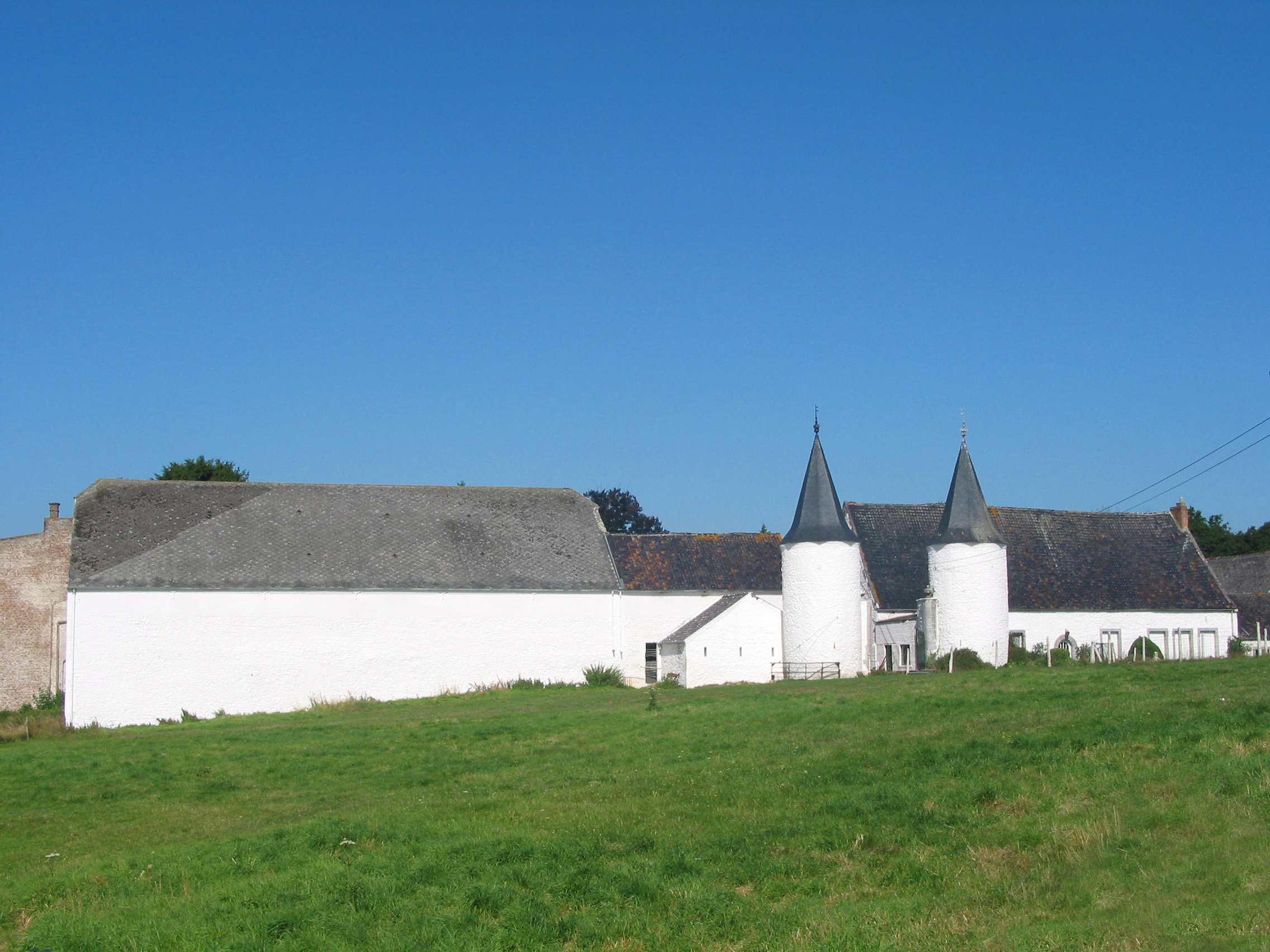
Kasteelhoeve

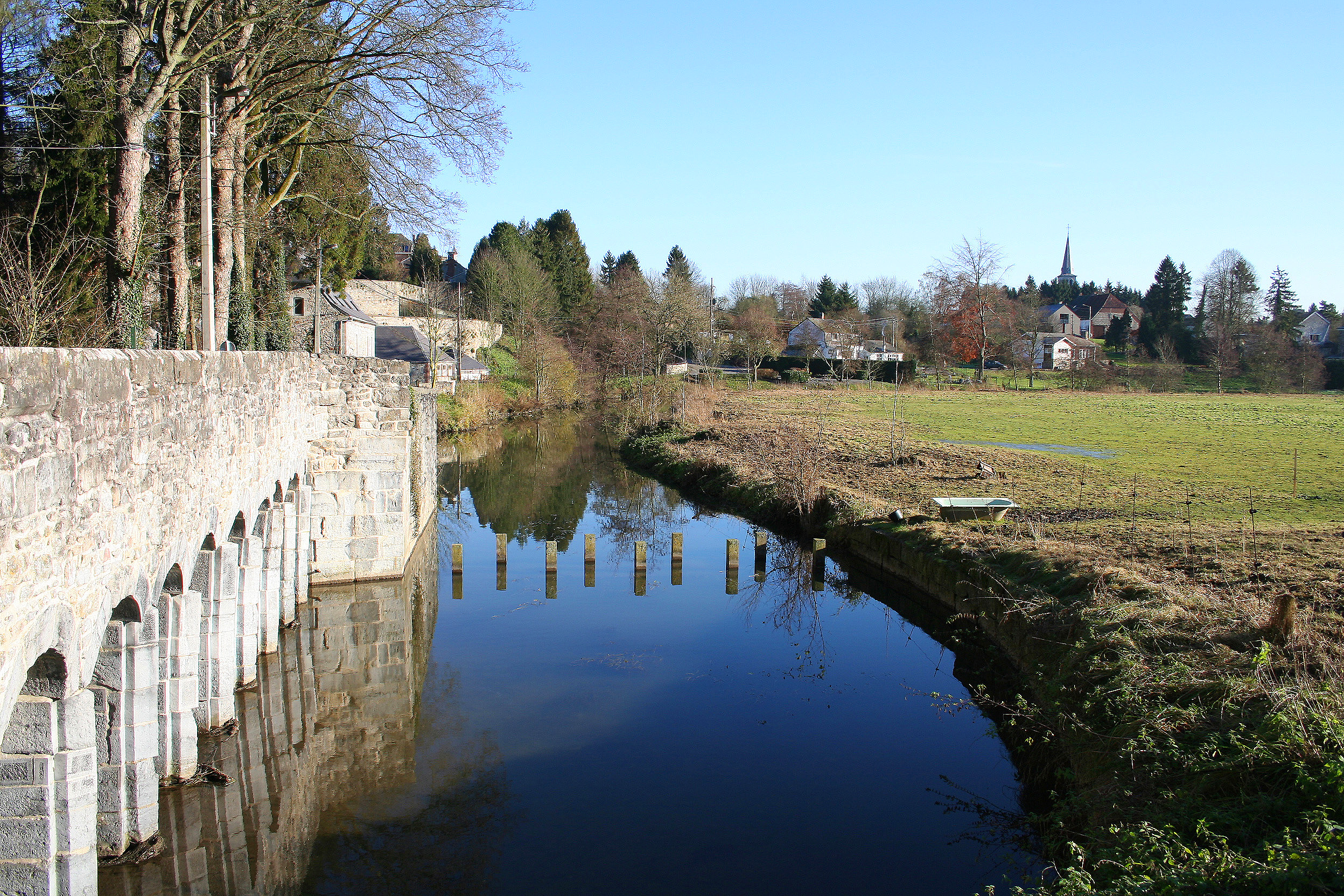
Montignies-Saint-Christophe aan de Hantes